# Симплексна връзка
Симплексна е връзка, при която информацията се предава само в едно направление. Съществуват две определения за симплексна връзка.

## Определението на ANSI: еднопосочен сигнал
По определението на ANSI схемата за симплексна връзка позволява сигналите да се предават винаги само в едно направление. Такава връзка например се използва в радиоразпръскването (радиопредаванията), тъй като няма необходимост да се предават някакви данни от радиоприемника обратно към радиопредавателя. Друг пример за симплексна връзка е еднопочната връзка между пусковата установка и ракетата с радиокомандно управление, когато командите се предават на ракетата, но приемане на информация от ракетата не се предвижда. Примери могат да са също:
- Търговско (медийно) радио- и телевизионно разпръскване (но не радиостанции, като например уоки-токи)

- Дистанционно управление (на телевизори, гаражни врати и т.н.)

- Устройства за наблюдение

- Безжични микрофони

- Радиоуправляеми модели

- Високоговореща връзка (мегафони, радиоточки)

- Пейджъри

- Комуникацията между мишката и компютъра

- Радионавигационни и GPS системи
- Телеметрични системи

## Определението на ITU-T: еднопосочен сигнал, но в даден момент
Съгласно определението на ITU-T, схемата за симплексна връзка позволява в даден момент от времето да се предават сигнали само в едно направление. В друг момент от времето сигналите могат да се предават в противоположното направление. Такъв вид връзка обикновено се нарича полудуплексна връзка. Пример за такава връзка са мрежови карти, съединени с коаксиален кабел, както и много видове радиовръзка – разговорни устройства, радиостанции (напр. walkie-talkie), системи за гражданска радиовръзка и мобилните радиостанции на полицията, пожарникарите и такситата.